# Mikrotoponimia
Mikrotoponimia – nazewnictwo drobnych obiektów terenowych (nazwy terenowe), tj. leśne drogi, uroczyska, szczególny typ toponimów. Należy podkreślić, że nazwy te są nieoficjalne i wskazują obiekty znajdujące się głównie na terenach niezamieszkałych.

## Mikrotoponimy wspinaczy górskich
Nazwy stosowane przez wspinaczy górskich powstawały z potrzeby precyzyjnego opisu tras wspinaczkowych i lokalizacji obiektów terenowych. Można uznać, że głównymi użytkownikami i twórcami tychże toponimów są uczestnicy kultury wspinaczkowej. Mariusz Rutkowski w monografii Mikrotoponimia przestrzeni wspinaczkowej na podstawie materiału badawczego zebranego w przewodnikach i czasopismach poświęconych wspinaczce wysokogórskiej stawia tezę, że tworzenie toponimów jest powiązane z kulturą, sposobem myślenia i widzenia otaczającego świata przez twórców tych nazw własnych. Autor dokonał klasyfikacji m.in. według funkcji i motywacji danego toponimu.

## Funkcje mikrotoponimów
M. Rutkowski wyróżnił pięć funkcji, które spełniają mikrotoponimy:
1. funkcja deskrypcyjna (tu zaklasyfikowane są nazwy lokalizujące, np. Depresja pod Dziobem, Filarek nad Grotką, Droga wśród Gałęzi, oraz nazwy charakteryzujące, np. Diagonala, Trawers Zmarłej, Superkancie, Prostowanie Rydwanów Ognia, Prostowanie Rydwanów Faraona, Szare Koszmary, Wielki Komin, Głęboka Rysa, Kant Hakowy, Ścianka z Lustrem, Półka z Simondami);
2. funkcja pamiątkowa i aluzyjna (Komin Długosza, Rysa Zaruskiego, Płyta Waldemara, Warianty Małolata, Dziękujemy Marku, Chłopcy z Nowego Prokocimia, Elektromontaż, Majowe Szaleństwa, Wieczór Kawalerski, Ukryte Fantazje Rekina, Chiński Maharadża, Mroczny Przedmiot Pożądania, Cyce Maryny, Dupa Kwiczoła, Czas Odnaleziony, Powrót Różowej Pantery, Zemsta Różowej Pantery, Między Nami Polakami, Polak musi);
3. funkcja ekspresywna (tu zakwalifikowane są nazwy, które pierwotnie są tytułami filmów, utworów literackich, malarskich i muzycznych, nazwami audycji radiowych i telewizyjnych, nazwami zespołów muzycznych, np. Podróż za Jeden Uśmiech, Pół żartem, pół serio, Sanatorium pod Klepsydrą, W poszukiwaniu straconego czasu, Pożegnanie Jesieni, Władca Pierścieni, Cud Niepamięci, Jabłuszko Pełne Snów, W Czasie Deszczu Dzieci Się Nudzą, Trzy Kwadranse Jazzu, Płonąca Żyrafa, oraz nazwy o charakterze wulgarnym, np. Apoteoza Wytrysku, a także te związane z wyrażeniami slangowymi, młodzieżowymi, np. Z Palcem W Dziurze, Sayonara, oraz nazwy o charakterze ekspresywnego dowcipu, np. Droga do Socjalizmu, Boski Ból, Taniec św. Wita, Podrygi Kawalera, Jednoręki Bandyta, Hände Hoch, Lot nad Kukułczym Gniazdem, Robotnik po Wypłacie, Bezdech na Wydechu, Długie Ręce Mafii);
4. funkcja impresywna (np. Janko Ryzykant, Psychiczny Odjazd, Łaciata Narzeczona, Do Góry Nie Spadniesz, Dorotko Wymyśl Mi Nazwę, Nie Bądźmy Wulgarni);
5. funkcja poetycka (np. Ani Duży Nie Powtórzy, Technika Hipohondryka, Amadeusz Mocarz, The Beer Or Not Tu Be).

## Mikrotoponimy – ujęcie socjoonomastyczne
Na podstawie przywołanej tu klasyfikacji mikrotoponimów dotyczących wspinaczki wysokogórskiej można zauważyć, że środowisko to ma specyficzny dla siebie sposób postrzegania rzeczywistości, otaczającego świata, a nazwy te spełniają rozmaite funkcje. Przeciętny turysta nie orientuje się, gdzie znajdują się poszczególne trasy wspinaczkowe, jak się nazywają, jak są ukształtowane i jakie niebezpieczeństwa ze sobą niosą. Tymczasem podczas wspinaczki niezwykle ważne jest, by jednoznacznie i możliwie jak najkrócej przekazać konkretną informację.
Analiza zacytowanych mikrotoponimów pokazuje wyraźnie, że przy tworzeniu nazwy ważna jest kultura, w jakiej jest ona powoływana do życia. Ciekawym zbiorem mikrotoponimów są bowiem nazwy, które nawiązują do innych wytworów kultury, np. do dzieł literatury (nazwa Przeminęło z Wiadrem nawiązujące do „Przeminęło z Wiatrem” czy Przystawka Większa niż Życie odwołująca się do powieści i serialu „Stawka większa niż życie”) czy sloganów reklamowych (mikrotoponim Kosz End Goł stworzony na podstawie hasła „Wash and go” i leksemu 'kosić', który w środowiskowej odmianie języka znaczy 'wspinać się').
Innym sposobem nazywania poszczególnych skał i tras wspinaczkowych jest odwoływanie się do nazw osób, np. do nazwisk wspinaczy (wspinacz M. Dąbrowski, a mikrotoponim – Marsz, Marsz Dąbrowski), ale też do ich przezwisk, np. droga Ani Gniady Nie Da Rady jest nazwą trasy, której zdobycia, po kilku nieudanych próbach, zaniechał W. Kurtyka, do którego przezwiska – Gniady nawiązał realizator projektu.
Kolejne zjawisko: wraz z nadaniem nazwy skałce środowisko wspinaczy stara się zachować kolejne nazwy związane z tym miejscem w tej samej grupie semantycznej czy skojarzeniowej, np. skałka Remark nawiązująca do nazwiska niemieckiego pisarza Remarque'a jest otoczona drogami, które noszą nazwy tożsame z tytułami poszczególnych książek tego autora.
W brzmieniu mikrotoponimów nie brakuje też czarnego humoru, np. na skałkę o nazwie Denat prowadzą drogi o następujących nazwach: Komora Gazowa, W Prosektorium Najprzyjemniej Jest Nad Ranem, Nogami do Przodu.

## Mikrotoponimy a kultura
Nowe zjawiska kulturowe i językowe wpływają na kształtowanie się systemu mikrotoponimicznego danego terenu, odzwierciedlając przy tym wartościowanie świata przez użytkowników tychże nazw. Mariusz Rutkowski swoją pracę podsumowuje także stwierdzeniem Jacka Kolbuszewskiego, który twierdzi, że współczesne nazewnictwo wspinaczkowe daleko odbiega od tradycji tatrzańskiej, co jeszcze mocniej akcentuje fakt, że wraz ze zmieniającą się kulturą zmieniają się też motywacje i funkcje nazewnictwa wspinaczkowego (por. M. Rutkowski 2001: 157).
Toponimy są swoistym zwierciadłem kultury. Trzeba jednak zauważyć, że w przypadku urbanonimów są to przede wszystkim nazwy nawiązujące do tradycji nazewniczej, podczas gdy w przypadku mikrotoponimów tradycja jest czynnikiem drugorzędnym. Ważniejsze staje się odwołanie do rzeczywistości, wartości ważnych dla danego grona.